# Haïti op de Olympische Zomerspelen 2020
Haïti nam deel aan de Olympische Zomerspelen 2020 in Tokio, Japan.

## Atleten
| sport     | mannen | vrouwen | totaal |
| --------- | ------ | ------- | ------ |
| Atletiek  | 0      | 1       | 1      |
| Boksen    | 1      | 0       | 1      |
| Judo      | 0      | 1       | 1      |
| Taekwondo | 0      | 1       | 1      |
| Zwemmen   | 1      | 1       | 2      |
| totaal    | 2      | 4       | 6      |

## Sporten

### Atletiek
Vrouwen
Loopnummers
| atlete      | onderdeel    | series | series | kwartfinale | kwartfinale | halve finale | halve finale | finale         | finale         |
| atlete      | onderdeel    | tijd   | rang   | tijd        | rang        | tijd         | rang         | tijd           | rang           |
| ----------- | ------------ | ------ | ------ | ----------- | ----------- | ------------ | ------------ | -------------- | -------------- |
| Mulern Jean | 100 m horden | 12,99  | 5 q    | n.v.t.      | n.v.t.      | 13,09        | 7            | niet geplaatst | niet geplaatst |

### Boksen
Mannen
| atleet            | onderdeel     | eerste ronde         | tweede ronde         | kwartfinale          | halve finale         | finale               | rang           |
| atleet            | onderdeel     | tegenstander uitslag | tegenstander uitslag | tegenstander uitslag | tegenstander uitslag | tegenstander uitslag | rang           |
| ----------------- | ------------- | -------------------- | -------------------- | -------------------- | -------------------- | -------------------- | -------------- |
| Darrelle Valsaint | middelgewicht | bye                  | Tshama W 4 - 1       | Gleb Bakshi V 0 - 5  | niet geplaatst       | niet geplaatst       | niet geplaatst |

### Judo
Vrouwen
| atlete          | onderdeel | eerste ronde         | tweede ronde         | derde ronde               | kwartfinale          | halve finale         | herkansing           | finale / BM          | finale / BM    |                |
| atlete          | onderdeel | tegenstander uitslag | tegenstander uitslag | tegenstander uitslag      | tegenstander uitslag | tegenstander uitslag | tegenstander uitslag | tegenstander uitslag | rang           |                |
| --------------- | --------- | -------------------- | -------------------- | ------------------------- | -------------------- | -------------------- | -------------------- | -------------------- | -------------- | -------------- |
| Sabiana Anestor | −52 kg    | n.v.t.               | bye                  | Levytska-Shukvani V 00-10 | niet geplaatst       | niet geplaatst       | niet geplaatst       | niet geplaatst       | niet geplaatst | niet geplaatst |

### Taekwondo
Vrouwen
| atlete     | onderdeel | eerste ronde         | kwartfinale          | halve finale         | herkansing           | finale / BM          | finale / BM    |
| atlete     | onderdeel | tegenstander uitslag | tegenstander uitslag | tegenstander uitslag | tegenstander uitslag | tegenstander uitslag | rang           |
| ---------- | --------- | -------------------- | -------------------- | -------------------- | -------------------- | -------------------- | -------------- |
| Lauren Lee | -67 kg    | Jelić V 2 - 22       | niet geplaatst       | niet geplaatst       | Titoneli V 5 - 26    | niet geplaatst       | niet geplaatst |

### Zwemmen
Mannen
| atleet           | onderdeel         | series | series | halve finale   | halve finale   | finale         | finale         |
| atleet           | onderdeel         | tijd   | rang   | tijd           | rang           | tijd           | rang           |
| ---------------- | ----------------- | ------ | ------ | -------------- | -------------- | -------------- | -------------- |
| Davidson Vincent | 100 m vlinderslag | 54,81  | 5      | niet geplaatst | niet geplaatst | niet geplaatst | niet geplaatst |

Vrouwen
| atlete              | onderdeel        | series  | series | halve finale   | halve finale   | finale         | finale         |
| atlete              | onderdeel        | tijd    | rang   | tijd           | rang           | tijd           | rang           |
| ------------------- | ---------------- | ------- | ------ | -------------- | -------------- | -------------- | -------------- |
| Emilie Grand'Pierre | 100 m schoolslag | 1.14,82 | 37     | niet geplaatst | niet geplaatst | niet geplaatst | niet geplaatst |